# Bio Menace
Bio Menace (укр. біологічна загроза) — це відеогра жанру платформер, виконана у 2D для DOS. Випущена американською компанією Apogee Software у серпні 1993 року. Гра заснована на ліцензійному ігровому рушії id Software Commander keen game engine; але весь інший вміст гри, крім рушія, створено дизайнером Jim Norwood.
Гравець грає за Снейка Логана (англ. Snake Logan), оперативника ЦРУ. Після отримання повідомлення, що МетроСіті захопили мутанти Снейка надсилають у це місто для розвідки. Але його літак розбивається, і оперативник має виконувати свою місію пішки.

## Поширення
Гра містить три епізоди: Dr.Mangle's Lab, The hidden Lab, Master Cain. Перший епізод був доступний як shareware, інші були платними. Продажі припинилися у 2000 році через проблеми з сучаснішими операційними системами.
23 грудня 2005 року Apogee Software зробила «різдвяний подарунок»: випустила BioMenace під ліцензією freeware, розмістивши посилання для завантаження на своєму сайті. Відтоді повна версія гри доступна безкоштовно, але через те, що вона створена під DOS, її нинішній статус описується поняттям abandonware.

## Геймплей
Кожен епізод гри складається з 12 рівнів. Переважна більшість рівнів містить заручника, якого гравець має врятувати, або монстра (боса), якого гравець має вбити. Є лише чотири рівня, які проходяться просто, без визволення заручника чи вбивства боса: 8 рівень 1 епізоду, 1, 10 рівні 2 епізоду, 1 рівень 3 епізоду. На рівнях містяться монстри, рухливі платформи, лінії струму, води, кислоти, захисні стінки та багато іншого. Час проходження гри не обмежений.

### Рівні, які містять заручників
На цих рівнях перед переходом на наступний рівень знаходиться вертикальна лінія струму. Щоб вимкнути цей струм, необхідно вставити ключ у перемикач біля нього. І саме заручник має цей ключ. Він, як правило, також знаходиться за лінією струму. Щоб вимкнути її, треба знайти або певного кольору уламок, або картку-ключ. Іноді заручники знаходяться без струму (наприклад, просто на певній висоті).

### Рівні, які містять боса
На цих рівнях відсутні заручники. Гравець має вбити одного боса (за своїми характеристиками кращого за звичайні на рівнях). Життя цього великого монстра визначається лінією під табло. Коли ця лінія зникне, монстра буде вбито, а на його місці з'явиться уламок. Також останній рівень кожного епізоду містить фінального боса, після смерті якого гра завершується.

### Інформація про стан
- короткі відомості: вгорі зліва знаходиться табло, де зазначається: поточна кількість очок, кількість здоров'я (визначається у вертикальних рисочках), кількість життів, поточна вогнепальна зброя (та кількість куль) та поточна метальна зброя (та їх кількість)
- ширші відомості: натиснувши пробіл, можна отримати детальнішу інформацію; тут зазначається: назва рівня; поточна кількість очок; необхідна кількість очок для підвищення життя; кількість уламків; обраний рівень складності; кількість ключів від дверей; кількість карток-ключів; кількість діамантів; кількість покращених видів зброї; інші предмети. Коли на екрані є це табло, гра переривається.

### Рівні складності
У грі існує три рівні складності. Вони не впливають на кількість монстрів чи інші важливі для проходження моменти. Єдине, чим вони відрізняються, — це кількістю рисочок здоров'я на початку рівня та після відновлення: легкий — 8 рисочок здоров'я, середній — 4 рисочки, важкий — спочатку 4 рисочки, після відновлення та продовження гри — 2 рисочки.

## Рівні
Проходячи рівні, можна зустріти багато цікавих речей. Оскільки за жанром Bio Menace є платформером, то основою проходження є стрибання по різних платформах, піднімання по драбинах, стрибки через зникаючі з часом кубики тощо. При цьому, просуваючись уперед, гравець має вбивати монстрів. Отже, на рівнях знаходяться:
- Монстри різних видів. Деяких можна вбити будь-якою зброєю, інших лише спеціальною. Класифікувати їх неможливо, оскільки кожен монстр володіє певними унікальними характеристиками. Існують, наприклад, зелені слизи, які можна вбити лише плазмовими стрілами або гранатами. Крім цього, на рівнях зустрічаються наземні міни, вогники тощо. Єдиною умовною класифікацією (відповідно до назв рівнів) є поділ на мутантів та роботів.
- Зброя. На початку кожного рівня у гравця є проста рушниця з нескінченним запасом набоїв. Після кожного пострілу Снейк Логан витрачає трохи часу для перезарядки. Але на рівнях можна зустріти три типи кращої зброї: автоматичну рушницю (таку саму, як попередня, але яка не потребує перезарядки — 90 патронів), плазматичні стріли (20 патронів) та супер-рушницю, яка (як зазначається у грі) завдає монстрам у 5 разів більшу шкоду (теж 90 патронів). Причому у цьому переліку кожне наступне перекриває попереднє, але воно не втрачається, а застосовується, коли закінчується поточне (крім перекриття супер-рушницею плазматичних стріл). Також на рівнях можна зустріти гранати та ручні міни. Гранати бувають зелені та червоні. Зелена граната перекривається червоною гранатою, а червона граната перекривається ручною міною. Зелена граната вибухає в тому місці, куди її кинули; червона після цього проходить певну відстань, вбиваючи монстрів по дорозі; ручна міна вибухає, коли на неї стає монстр (на Снейка не реагує). У freeware-версії гри існує файл BM-HINT.txt. У ньому зазначається легальний чит-код. Якщо на клавіатурі ввести певну послідовність клавіш, можна отримати одну автоматичну рушницю та 99 зелених гранат. Про це також є інформація на офіційному сайті Apogee Software
- Предмети, які можна збирати:
  - червоні діаманти. Зібравши 50 таких діамантів, гравець отримує додаткове життя;
  - медична валіза. Відновлює кількість рисочок здоров'я до максимуму відповідно до рівня складності;
  - ключі. Ключі відкривають двері. За цими дверима можуть бути:
    - певні предмети, які підвищують кількість очок. Набравши певну кількість очок (вказана у табло після натиснення пробілу), гравець отримує додаткове життя. Починаючи з 20000, ця необхідна кількість збільшується вдвічі (40000, 80000 тощо). Предмети можуть збільшувати кількість очок на 100, 200, 500, 800, 1000, 1500 одиниць. За вбивство монстрів, за звільнення заручників теж даються очки;
    - одне додаткове життя;
    - уламок або картка-ключ для перемикання лінії струму;
    - зброя;
    - сірий ключ для відкриття секретних дверей;

  - roboPal — робот, який допомагає гравцю вбивати монстрів, надаючи збройну допомогу. Своєю зброєю він здатний вбивати і певний тип наземних мін. Гравець втрачає RoboPal'а в разі втрати однієї рисочки здоров'я;
  - бонусний діамант секретного рівня (англ. secret level bonus gem). Взявши його, гравець після проходження даного рівня потрапляє на бонусний рівень;
  - зірочки. Існують сині та червоні зірочки, які підвищують кількість очок на 5000 та 50000 відповідно;
  - напій непереможності. На певний час гравець стає невразливим.
  - інші предмети, необхідні для проходження (протирадіаційна пігулка, куляста бомба).
- Чек-поїнти. Вони виконують функцію, універсальну для всіх аркадних платформерів, — гравець, втративши всі риски здоров'я, відновлює гру з останнього чек-поїнта. У Bio Menace має форму маяка.
- Перемикач. Існують два види: перемикачі платформ (які вмикають/вимикають рухливі платформи) та перемикачі мостів (відповідно, вмикають/вимикають мости). Біля кожного перемикача та об'єкту перемикання є одна й та сама позначка (наприклад, ромб, хрестик і т. д.). В деяких випадках роль перемикачів виконують уламки.
- Зникаючі кубики. Ці кубики розташовуються, як правило, над ущелинами, вогнем, водою та іншими об'єктами, падіння в які призводить до миттєвої втрати гравцем відразу одного життя. По них можна перестрибнути з одного краю ущелини на інший. Існує два варіанти розташування кубиків: відразу наявні всі кубики, але після стрибку на них вони летять донизу; кубики не летять донизу, але з'являються почергово.
- Радіоінформатор. Сповіщає гравця про щось особливе на рівні. Зустрічається вкрай рідко, більше корисної інформації дають звільнені заручники.
- Захисна стінка. Захищає гравця від деяких монстрів з іншого боку стінки.
- Послідовність кольорів. На деяких рівнях у певних місцях розташована певна послідовність кольорів: червоний, пурпурний, ціановий, синій та зелений кольори. Далі на цьому ж рівні буде місце, де цю послідовність можна буде застосувати. Якщо гравець вірно відтворить послідовність, він отримує певні бонуси вгорі; якщо невірно, то потрапить у пастку знизу, звідки не зможе вийти, а отже фактично втратить одне життя. Лише на 3 рівні 2 епізоду послідовність, яку повідомить радіоінформатор, буде використана для проходження рівня без отримання додаткових бонусів.
- Інші предмети.

## Бонусні рівні
Кожен епізод має певні бонусні рівні. Щоб потрапити на них, необхідно підібрати бонусний діамант. Як правило, для його знаходження потрібно відхилитися від основного маршруту, стрибнути в отвір стіни тощо. На бонусних рівнях можна підвищити життя за допомогою вбивства монстрів, зірочок (підвищують очки, тобто наближають отримання життя) чи за допомогою збору червоних діамантів. При цьому варто бути обережним: на деяких бонусних рівнях неважко і втратити життя.
Також 10 рівень 2 епізоду є хоча і не бонусним, але особливим. Його можна пройти звичайно, просто дійшовши кінця. А можна завітати в Apogee Room нагорі. Там можна зустріти розробників Bio Menace. Також там знаходяться 3 додаткових життя, декілька червоних зірочок та зброя. Розробники повідомлять, що не варто в них стріляти; в іншому випадку вони почнуть стріляти в Снейка, маючи пристрій із нескінченними плазматичними стрілами.

## Збереження гри
Фактично зберегти поточний стан гри можна в будь-якому місці рівня з характеристиками на момент збереження, але при завантаженні цей рівень починається з початку, хоча й зі збереженими характеристиками (наприклад, гравець почав рівень, узяв бонусний діамант секретного рівня і після цього зберіг гру; при завантаженні гравець почне даний рівень із початку, але з бонусним діамантом). Існує шість слотів для збереження.

## Деякі оцінки гри в Інтернеті
- Гравці ресурсу MobyGames [Архівовано 14 червня 2010 у Wayback Machine.] оцінили гру у 3.8/5.
- На Dosgamearchive [Архівовано 2 квітня 2011 у Wayback Machine.] оцінили гру у 9.5/10.
- Ресурс oldgames [Архівовано 26 листопада 2010 у Wayback Machine.] оцінює у 99/100.
- Playtform.net [Архівовано 2 грудня 2011 у Wayback Machine.] висвітлює оцінку у 7.8/10.
- А на games-history.ru гра оцінена у 80/100.
- На порталі Absolute Games [Архівовано 3 січня 2009 у Wayback Machine.] відсутня оцінка редакції, а оцінка гравців становить 68/100.
- Перший епізод гри — Dr.Mangle's Lab на Gamespot[недоступне посилання] гравці оцінили у 7.9/10. Оцінки інших епізодів[недоступне посилання] відсутні[недоступне посилання]
- На Gameguru [Архівовано 27 березня 2009 у Wayback Machine.] встановлено рейтинг 6.2/10.
- Гравці GameFAQs [Архівовано 3 жовтня 2011 у Wayback Machine.] оцінюють Bio Menace у 7.1/10.
- На Stopgame [Архівовано 25 жовтня 2011 у Wayback Machine.] зараз дуже небагато голосів, але існуюча оцінка — 7.0 (максимально можлива не наводиться).